# Lados
Lados – miejscowość i gmina we Francji, w regionie Nowa Akwitania, w departamencie Żyronda.
Według danych na rok 1990 gminę zamieszkiwało 115 osób, a gęstość zaludnienia wynosiła 18 osób/km². Wśród 2290 gmin Akwitanii Lados plasuje się na 1061. miejscu pod względem liczby ludności, natomiast pod względem powierzchni na miejscu 1329.